# Albert Kivikas

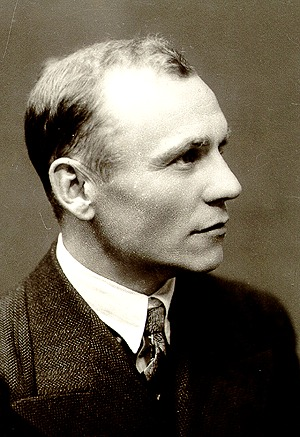
Albert Kivikas în anii '30

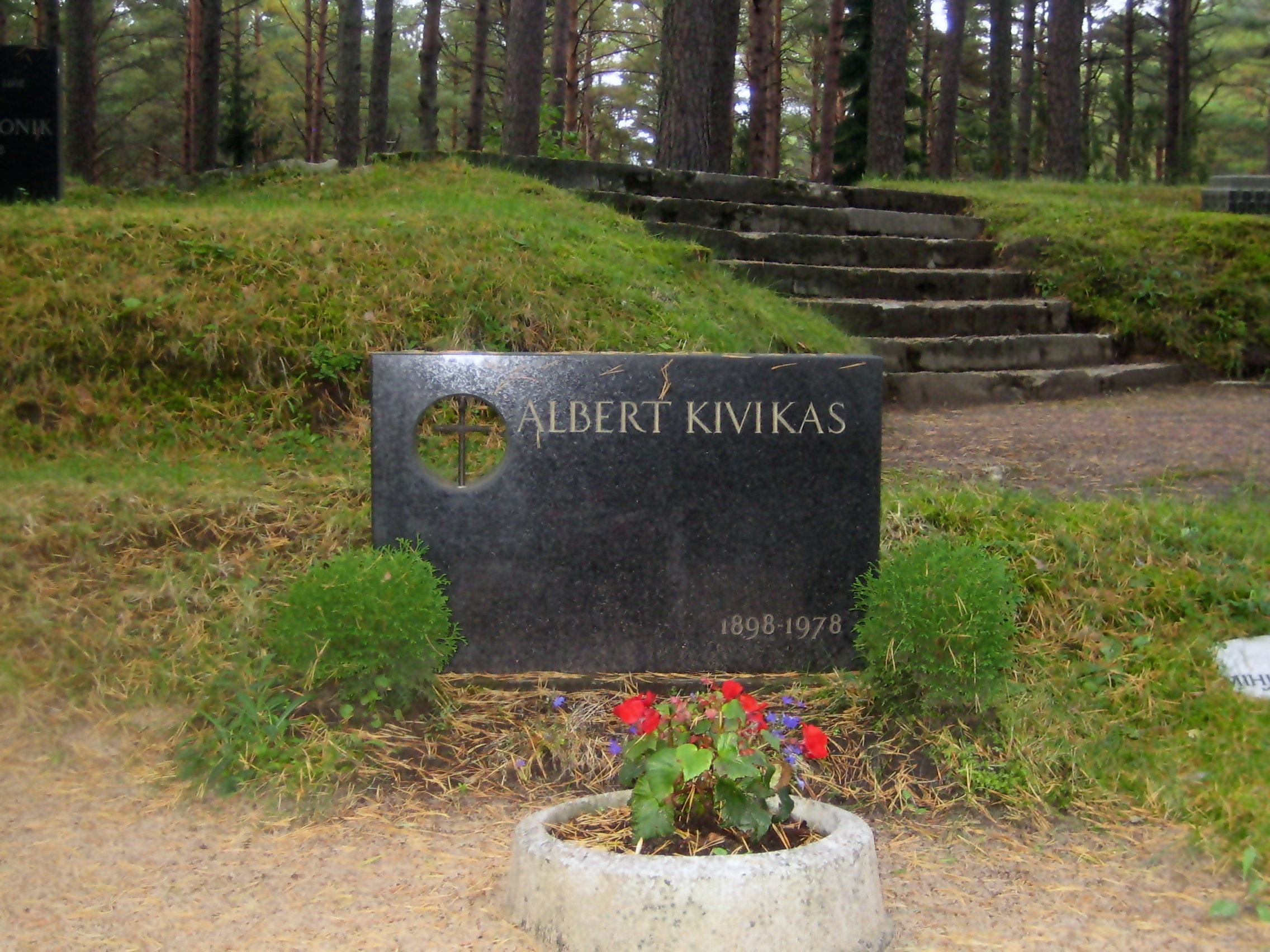

Albert Kivikas (18 ianuarie, 1898 Suure-Jaani, Estonia – 19 mai, 1978 Lund, Suedia) a fost un jurnalist și scriitor eston. El este cunoscut pentru carte sa „Nume în marmură” ("Nimed marmortahvlil", 1936) carte dedicată războiului de independență eston. În tinerețe, și-a semnat unele opere cu pseudonimele A. Pedajas și Mart Karus. După războiul de independență eston unde a participat ca voluntar, Kivikas a devenit unul dintre puținii scriitori estoni care a experimentat cu futurismul. Oricum, romanele și poveștile sale cele mai apreciate sunt cele legate de război și de problemele sociale din mediul rural. 
Din 1941 până în 1944 a fost președintele Uniunii Scriitorilor din Estonia. În primăvara anului 1944, Kivikas s-a exilat în Finlanda, iar apoi în Suedia, unde a rămas până la sfârșitul vieții sale.